# عادل هماني
عادل عبد الرزاق هماني لاعب كرة قدم تونسي، يلعب في مركز قلب الدفاع, يتميز بطول القامة والقوة البدنية والألعاب الهوائية، وبناء الهجمات من الخلف، ولديه قدرة تقنية جيدة.

## الحياة الشخصية
ولد عادل هماني يوم 2 أبريل 1990 في جزيرة قرقنة في صفاقس، ونشأ في عائلة مع 2 من الإخوة. أنهى دراسته الابتدائية والإعدادية والثانوية في مدارس قرقنة، ووصف هماني أن طفولته لها الأثر الأكبر في حبه لكرة القدم، وكان يمارسها مع أصدقائه وجيرانه في المدرسة والحي.

## مسيرة اللاعب
بدأ هماني رحلته في عالم كرة القدم منذ أن كان عمره 12 عام، حيث بدأ اللعب بفرق الناشئين في نادي سكك الحديد الصفاقسي حتى وصل الفريق الأول بعمر 16 عام، وكان أصغر لاعبي الفريق، وفي عمر الثامنة عشر انتقل للعب في الاتحاد الرياضي المنستيري  ليظهر معهم بشكل لافت مما أهله للانتقال بعد عامين لهلال مساكن، وبعدها بعام انتقل لأولمبيك الكاف التونسي ومن ثم لاتحاد بنقردان لتكون محطته الأخيرة في تونس، قبل الانطلاق للاحتراف الخارجي في الدوري الأردني الدرجة الأولى وتحديداً من بوابة نادي منشية بني حسن موسم 2014-2015 ليقود الفريق للصعود إلى الدوري الأردني للمحترفين للمرة الأولى، ليعود بعدها لتونس ويلتحق بفريق المحيط القرقني موسم 2015-2016، وبعدها عاد مرة أخرى لالدوري الأردني للمحترفيني رفقة فريقه السابق نادي منشية بني حسن، واستطاع معهم انهاء الموسم في المربع الذهبي للمرة الأولى في تاريخ النادي، ليؤهله مستواه للانتقال للنادي الأهلي الاردني أحد أعرق الأندية في الأردن، ويقدم معهم مستويات متميزة، بعدها قرر هماني خوض تجربة احترافية جديدة في دوري الدرجة الثانية السعودي وتحديداً من بوابة نادي البكيرية موسم 2018-2019 ليقودهم للصعود لدوري الأمير محمد بن سلمان للدرجة الأولى للمرة الأولى بتاريخهم، وينتقل بعدها لنادي عرعر السعودي ليكرر ما حققه مع البكيرية ويصعد معهم لدوري الأمير محمد بن سلمان للدرجة الأولى موسم 2019-2020، وبعدها قرر هماني خوض تجربة جديدة في الدوري العراقي الممتاز من بوابة نادي نفط البصرة موسم 2020-2021 و في موسم 2021-2022 انتقل إلى نادي النجمة السعودي و عاد بعدها إلى نادي عرعر وبعدها لعب مع نادي النهضة.
إنجازاته وألقابه:
- وصيف بطل الدوري الأردني الدرجة الأولى مع نادي منشية بني حسن موسم 2014-2015.
- المربع الذهبي مع نادي منشية بني حسن في الدوري الأردني للمحترفين للمرة الأولى في تاريخ النادي.
- بطل دوري الدرجة الثانية السعودي مع نادي البكيرية موسم 2018-2019.
- وصيف بطل دوري الدرجة الثانية السعودي مع نادي عرعر موسم 2019-2020.